# Aleksandrówka (powiat kutnowski)
Aleksandrówka – wieś w Polsce położona w województwie łódzkim, w powiecie kutnowskim, w gminie Żychlin.
W latach 1975–1998 miejscowość administracyjnie należała do województwa płockiego.